# Onychogomphus nilgiriensis
Onychogomphus nilgiriensis är en trollsländeart som beskrevs av Fraser 1922. Onychogomphus nilgiriensis ingår i släktet Onychogomphus och familjen flodtrollsländor. IUCN kategoriserar arten globalt som livskraftig. Inga underarter finns listade i Catalogue of Life.